# Clotilde Mutita
 (janvier 2024).
La mise en forme du texte ne suit pas les recommandations de Wikipédia : il faut le « wikifier ».
Les points d'amélioration suivants sont les cas les plus fréquents :
- Les titres sont pré-formatés par le logiciel. Ils ne sont ni en capitales, ni en gras.
- Le texte ne doit pas être écrit en capitales (les noms de famille non plus), ni en gras, ni en italique, ni en « petit »…
- Le gras n'est utilisé que pour surligner le titre de l'article dans l'introduction, une seule fois.
- L'italique est rarement utilisé : mots en langue étrangère, titres d'œuvres, noms de bateaux, etc.
- Les citations ne sont pas en italique mais en corps de texte normal. Elles sont entourées par des guillemets français : « et ».
- Les listes à puces sont à éviter, des paragraphes rédigés étant largement préférés. Les tableaux sont à réserver à la présentation de données structurées (résultats, etc.).
- Les appels de note de bas de page (petits chiffres en exposant, introduits par l'outil «  Source ») sont à placer entre la fin de phrase et le point final[comme ça].
- Les liens internes (vers d'autres articles de Wikipédia) sont à choisir avec parcimonie. Créez des liens vers des articles approfondissant le sujet. Les termes génériques sans rapport avec le sujet sont à éviter, ainsi que les répétitions de liens vers un même terme.
- Les liens externes sont à placer uniquement dans une section « Liens externes », à la fin de l'article. Ces liens sont à choisir avec parcimonie suivant les règles définies. Si un lien sert de source à l'article, son insertion dans le texte est à faire par les notes de bas de page.
- La présentation des références doit suivre les conventions bibliographiques. Il est recommandé d'utiliser les modèles {{Ouvrage}}, {{Chapitre}}, {{Article}}, {{Lien web}} et/ou {{Bibliographie}}. Le mode d'édition visuel peut mettre en forme automatiquement les références.
- Insérer une infobox (cadre d'informations à droite) n'est pas obligatoire pour parachever la mise en page.

Pour une aide détaillée, merci de consulter Aide:Wikification.
Si vous pensez que ces points ont été résolus, vous pouvez retirer ce bandeau et améliorer la mise en forme d'un autre article.
Clotilde Mutita Kalunga Sebente Mwepu est une femme politique congolaise, enseignante dans les universités et écoles supérieures, députée nationale (législature 2023-2028) élue dans la circonscription de Lubumbashi-ville, maire-adjoint honoraire de cette même ville, elle est née le 23 septembre 1971 à Lubumbashi dans la province du Haut-Katanga.
Fille aînée d’une grande famille, son père fut enseignant et sa mère fut mère au foyer, Elle est veuve et mère de plusieurs enfants.

## Biographie

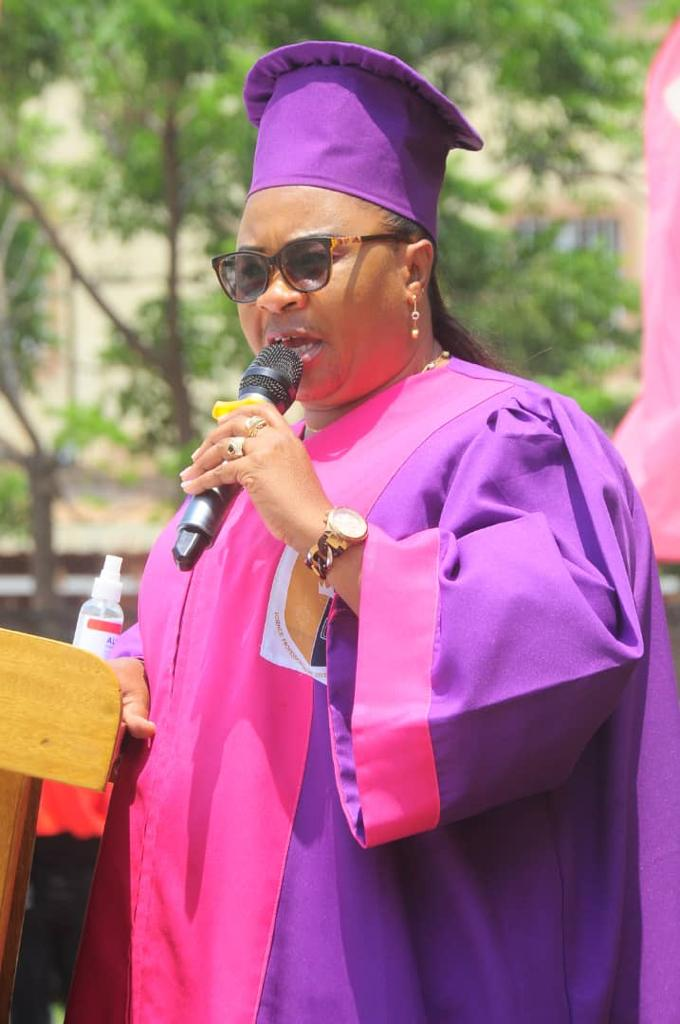
Clotilde Mutita, doyenne de la faculté des sciences de l'éducation de l'institut universitaire Maria-Malkia

Clotilde passe son enfance et son adolescence entre Kipushi, Lubumbashi et Kafubu. Elle a fait ses études secondaires au lycée Kwesu-kafubu, elle y décroche un diplôme en biologie-chimie puis elle entame des études universitaires en médecine qu’elle abandonne pour s’occuper de son foyer, elle reprendra plus tard ses études supérieures en éducation à la paix; gestion des conflits et leadership à l’institut universitaire Maria-Malkia de Lubumbashi, elle en ressort avec un diplôme de licence en éducation à la paix et gestion des conflits, grâce à ses compétences elle est enseignante dans des universités où elle y donne des cours de leadership, d’éthique, etc.  Grâce à ses années d’expérience dans l’enseignement supérieur elle occupe le poste de doyenne du département des sciences de l’éducation à l’institut universitaire Maria-Malkia, elle a aussi exercé les fonctions de secrétaire administratif de l’école supérieure d’économie politique Don-Bosco (EcoPo),,,,.
Élue à Rome en 2009 comme présidente confédérale des anciennes élèves des filles de Marie Auxiliatrice salésiennes de Don Bosco pour l'Afrique et le Madagascar, réélue en 2015.

## Parcours politique
Clotilde Mutita fut maire-adjoint de la ville de Lubumbashi, en 2015 elle démissionne de ses fonctions pour exprimer son attachement à son parti, l'Union nationale des démocrates fédéralistes (Unadef), l'un des signataires de la lettre ouverte demandant au chef de l’État, Joseph Kabila, d'organiser les élections dans le délai.
Elle est coordonnatrice adjointe chargée de la formation idéologique et mobilisation du parti Ensemble pour la République dans la province du Haut-Katanga, notons que le président national de ce parti n'est autre que l'homme d'affaires et politicien Moise Katumbi Chapwe.
Elle est doublement élue députée nationale et provinciale dans la circonscription de Lubumbashi - ville lors des élections législatives du 20 décembre 2023.

## Violences policières
Le 31 décembre 2017, le comité laïc de coordination a lancé un appel à manifestation dans les différentes paroisses de la RDC. Contre toute attente, des éléments de la police et des FARDC avaient été déployés devant les églises dans le but d’empêcher ces manifestations. Des arrestations arbitraires et mauvais traitement avaient été commises par les dits éléments au niveau de la cathédrale Saints-Pierre-et-Paul, situé dans la commune de Lubumbashi et de la basilique dans la commune de la Kenya où des gaz lacrymogènes avaient été lancés au sein de cette église.
A titre illustratif, une vingtaine de jeunes catholiques avaient été arrêtés et détenus au cachot de la police. Clotilde Mutita, maire honoraire de la ville de Lubumbashi, qui encadrait les manifestants devant la cathédrale Saints-Pierre-et-Paul, avait subi un mauvais traitement au point d'être conduite à la polyclinique Don Bosco en raison des blessures subies. Son pied avait reçu plusieurs coups de crosse infligés par un policier, elle avait perdu connaissance et avait été laissée complètement pour morte sur les parvis de la cathédrale.